# Schefflera vanuatua
Schefflera vanuatua là một loài thực vật có hoa trong Họ Cuồng cuồng. Loài này được Lowry miêu tả khoa học đầu tiên năm 1989.